# Bälgtjärnen
Bälgtjärnen är en sjö i Mora kommun i Dalarna och ingår i Dalälvens huvudavrinningsområde. Sjön har en area på 0,0664 kvadratkilometer och ligger 372,9 meter över havet. Sjön avvattnas av vattendraget Noret.

## Delavrinningsområde
Bälgtjärnen ingår i det delavrinningsområde (673632-142157) som SMHI kallar för Inloppet i Södra Sävsjön. Medelhöjden är 366 meter över havet och ytan är 7,24 kvadratkilometer. Det finns inga avrinningsområden uppströms utan avrinningsområdet är högsta punkten. Noret som avvattnar avrinningsområdet har biflödesordning 3, vilket innebär att vattnet flödar genom totalt 3 vattendrag innan det når havet efter 334 kilometer. Avrinningsområdet består mestadels av skog (61 procent) och sankmarker (16 procent). Avrinningsområdet har 0,46 kvadratkilometer vattenytor vilket ger det en sjöprocent på 6,4 procent.